# Jesús Mendoza
José de Jesús Mendoza Magaña (Ciudad de México, México, 10 de enero de 1979) es un exfutbolista mexicano, que jugaba como extremo

## Trayectoria

#### Estadísticas
| León A.C. · México |               |               |     |    |    |    |    |     |      |      |      |
| 1.ª |               |               |     |    |    |    |    |     |      |      |      |
| 1996-97 | 2             | 0             | 3   | 0  | -  | -  | 5  | 0   | 0    |      |      |
| 1997-98 | 1             | 0             | -   | -  | -  | -  | 1  | 0   | 0    |      |      |
| 1998-99 | 22            | 2             | -   | -  | 2  | 0  | 24 | 2   | 0.08 |      |      |
| Total club | Total club    | 25            | 2   | 3  | 0  | 2  | 0  | 30  | 2    | 0.07 |      |
| Unión de Curtidores · México |               |               |     |    |    |    |    |     |      |      |      |
| 2.ª | 1999          | 4             | 1   | -  | -  | -  | -  | 4   | 1    | 0.25 |      |
| Total club | Total club    | 4             | 1   | -  | -  | -  | -  | 4   | 1    | 0.25 |      |
| C.D.Guadalajara · México |               |               |     |    |    |    |    |     |      |      |      |
| 1.ª | 1999-00       | 33            | 10  | 4  | 0  | -  | -  | 37  | 10   | 0.27 |      |
| Total club | Total club    | 33            | 10  | 4  | 0  | -  | -  | 37  | 10   | 0.27 |      |
| C. América · México |               |               |     |    |    |    |    |     |      |      |      |
| 1.ª | 2000-01       | 28            | 3   | 3  | 0  | -  | -  | 31  | 3    | 0.1  |      |
| 1.ª | 2001-02       | 31            | 6   | 4  | 1  | 15 | 3  | 50  | 10   | 0.2  |      |
| 1.ª | 2002          | 15            | 0   | -  | -  | -  | -  | 15  | 0    | 0    |      |
| 1.ª | 2003-04       | 39            | 1   | 5  | 1  | 10 | 2  | 54  | 4    | 0.07 |      |
| 1.ª | 2004-05       | 30            | 3   | 3  | 1  | -  | -  | 33  | 4    | 0.12 |      |
| Total club | Total club    | 143           | 13  | 15 | 3  | 25 | 5  | 183 | 21   | 0.11 |      |
| C.F. Monterrey · México |               |               |     |    |    |    |    |     |      |      |      |
| 1.ª | 2003          | 14            | 3   | -  | -  | -  | -  | 14  | 3    | 0.21 |      |
| Total club | Total club    | 14            | 3   | -  | -  | -  | -  | 14  | 3    | 0.21 |      |
| San Luis F.C. · México |               |               |     |    |    |    |    |     |      |      |      |
| 1.ª | 2005-06       | 19            | 0   | -  | -  | -  | -  | 19  | 0    | 0    |      |
| Total club | Total club    | 19            | 0   | -  | -  | -  | -  | 19  | 0    | 0    |      |
| Atlante F.C. · México |               |               |     |    |    |    |    |     |      |      |      |
| 1.ª | 2006          | 10            | 0   | -  | -  | -  | -  | 10  | 0    | 0    |      |
| Total club | Total club    | 10            | 0   | -  | -  | -  | -  | 10  | 0    | 0    |      |
| Monarcas Morelia · México |               |               |     |    |    |    |    |     |      |      |      |
| 1.ª | 2007          | 5             | 0   | 1  | 0  | -  | -  | 6   | 0    | 0    |      |
| 1.ª | 2007          | 0             | 0   | -  | -  | -  | -  | 0   | 0    | 0    |      |
| Total club | Total club    | 5             | 0   | 1  | 0  | -  | -  | 6   | 0    | 0    |      |
| Monarcas A · México |               |               |     |    |    |    |    |     |      |      |      |
| 2.ª | 2007          | 10            | 3   | -  | -  | -  | -  | 10  | 3    | 0.3  |      |
| Total club | Total club    | 10            | 3   | -  | -  | -  | -  | 10  | 3    | 0.3  |      |
| Tampico Madero F.C. · México |               |               |     |    |    |    |    |     |      |      |      |
| 2.ª | 2008          | 15            | 4   | -  | -  | -  | -  | 15  | 4    | 0.27 |      |
| Total club | Total club    | 15            | 4   | -  | -  | -  | -  | 15  | 4    | 0.27 |      |
| Petroleros de Salamanca · México |               |               |     |    |    |    |    |     |      |      |      |
| 2.ª | 2008-09       | 31            | 6   | -  | -  | -  | -  | 31  | 6    | 0.19 |      |
| Total club | Total club    | 31            | 6   | -  | -  | -  | -  | 31  | 6    | 0.19 |      |
| C. Necaxa · México |               |               |     |    |    |    |    |     |      |      |      |
| 2.ª | 2009-10       | 26            | 2   | -  | -  | -  | -  | 26  | 2    | 0.08 |      |
| Total club | Total club    | 26            | 2   | -  | -  | -  | -  | 26  | 2    | 0.08 |      |
| Petroleros de Salamanca · México |               |               |     |    |    |    |    |     |      |      |      |
| 2.ª | 2010          | 5             | 0   | -  | -  | -  | -  | 5   | 0    | 0    |      |
| Total club | Total club    | 5             | 0   | -  | -  | -  | -  | 5   | 0    | 0    |      |
| C.F. La Piedad · México |               |               |     |    |    |    |    |     |      |      |      |
| 2.ª | 2011          | 8             | 2   | -  | -  | -  | -  | 8   | 2    | 0.25 |      |
| Total club | Total club    | 8             | 2   | -  | -  | -  | -  | 8   | 2    | 0.25 |      |
| Celaya F.C. · México |               |               |     |    |    |    |    |     |      |      |      |
| 2.ª | 2011-12       | 8             | 1   | -  | -  | -  | -  | 8   | 1    | 0.13 |      |
| Total club | Total club    | 8             | 1   | -  | -  | -  | -  | 8   | 1    | 0.13 |      |
| Irapuato F.C. · México |               |               |     |    |    |    |    |     |      |      |      |
| 2.ª | 2012-13       | 19            | 4   | 3  | 2  | -  | -  | 22  | 6    | 0.27 |      |
| Total club | Total club    | 19            | 4   | 3  | 2  | -  | -  | 22  | 6    | 0.27 |      |
| Total carrera | Total carrera | Total carrera | 375 | 51 | 26 | 5  | 27 | 5   | 428  | 61   | 0.14 |
| (1)Incluye datos de la Copa México, Pre Pre Libertadores (1999, 2000 y 2001) e InterLiga (2004, 2005 y 2007). (2)Incluye datos de la Copa Campeones CONCACAF (1998), Copa de Gigantes de la Concacaf (2001), Pre Libertadores (2002) y Copa Libertadores (2002 y 2004). |               |               |     |    |    |    |    |     |      |      |      |

## Selección nacional
Tras sus buenas actuaciones principalmente en el América fue convocado en varias ocasiones en el combinado nacional su primera incorporación fue en la Copa Mundial de Fútbol Juvenil de 1999, ha participado en la Copa de Oro de la Concacaf 2000, Juegos Panamericanos de 1999.

### Categorías menores
Sub-20
| Mundial                                | Sede    | Resultado        |
| -------------------------------------- | ------- | ---------------- |
| Copa Mundial de Fútbol Juvenil de 1999 | Nigeria | Cuartos de final |

Sub-23
| Torneo                    | Sede   | Resultado      |
| ------------------------- | ------ | -------------- |
| Juegos Panamericanos 1999 | Canadá | Medalla de oro |

### Absoluta
Participaciones en Copa de Oro
| Copa                   | Sede           | Resultado        |
| ---------------------- | -------------- | ---------------- |
| Copa Oro CONCACAF 2000 | Estados Unidos | Cuartos de final |

Partidos internacionales
| #  | Fecha                   | Rival          | Sede        | Estadio                       | Resultado | Competición            |
| -- | ----------------------- | -------------- | ----------- | ----------------------------- | --------- | ---------------------- |
| 1  | 17 de noviembre de 1998 | El Salvador    | Los Ángeles | Los Angeles Memorial Coliseum | 2 - 0     | Amistoso               |
| 2  | 18 de noviembre de 1998 | Guatemala      | Los Ángeles | Los Angeles Memorial Coliseum | 2 - 2     | Amistoso               |
| 3  | 27 de octubre de 1999   | Ecuador        | Houston     | Qualcomm Stadium              | 0 - 0     | Amistoso               |
| 4  | 20 de octubre de 1999   | Colombia       | San Diego   | Los Angeles Memorial Coliseum | 0 - 0     | Amistoso               |
| 5  | 13 de octubre de 1999   | Paraguay       | Chicago     | Toyota Park                   | 0 - 1     | Amistoso               |
| 6  | 17 de febrero de 2000   | Guatemala      | Los Ángeles | Los Angeles Memorial Coliseum | 1 - 1     | Copa Oro CONCACAF 2000 |
| 7  | 20 de febrero de 2000   | Canadá         | San Diego   | Qualcomm Stadium              | 1 - 2     | Copa Oro CONCACAF 2000 |
| 8  | 13 de febrero de 2002   | Yugoslavia     | San Diego   | Qualcomm Stadium              | 1 - 2     | Amistoso               |
| 9  | 13 de marzo de 2002     | Albania        | San Diego   | Qualcomm Stadium              | 4 - 0     | Amistoso               |
| 10 | 3 de abril de 2002      | Estados Unidos | Denver      | INVESCO Field at Mile High    | 0 - 1     | Amistoso               |
| 11 | 31 de marzo de 2004     | Costa Rica     | Carson      | The Home Depot Center         | 2 - 0     | Amistoso               |

Goles internacionales
| # | Fecha                 | Rival      | Marcador | Resultado | Competición |
| - | --------------------- | ---------- | -------- | --------- | ----------- |
| 1 | 13 de febrero de 2002 | Yugoslavia | 1-2      | 1-2       | Amistoso    |

### Estadísticas
| Selección | Año   | Partidos | Goles |
| --------- | ----- | -------- | ----- |
| México    | 1998  | 2        | 0     |
| México    | 1999  | 3        | 0     |
| México    | 2000  | 2        | 0     |
| México    | 2002  | 3        | 1     |
| México    | 2004  | 1        | 0     |
| Total     | Total | 11       | 1     |

## Títulos

### Campeonatos nacionales
| Título               | Club      | País   | Año  |
| -------------------- | --------- | ------ | ---- |
| Pre Pre Libertadores | América   | México | 2001 |
| Primera División     | América   | México | 2002 |
| Primera División     | Monterrey | México | 2003 |
| Primera División     | América   | México | 2005 |
| Liga de Ascenso      | Necaxa    | México | 2009 |
| Liga de Ascenso      | Necaxa    | México | 2010 |
| Campeón de Ascenso   | Necaxa    | México | 2010 |

### Copas internacionales
| Título                          | Club    | País               | Año  |
| ------------------------------- | ------- | ------------------ | ---- |
| Copa de Gigantes de la Concacaf | América | México             | 2001 |
| Pre Libertadores                | América | México y Venezuela | 2002 |